# Roland Neuwirth

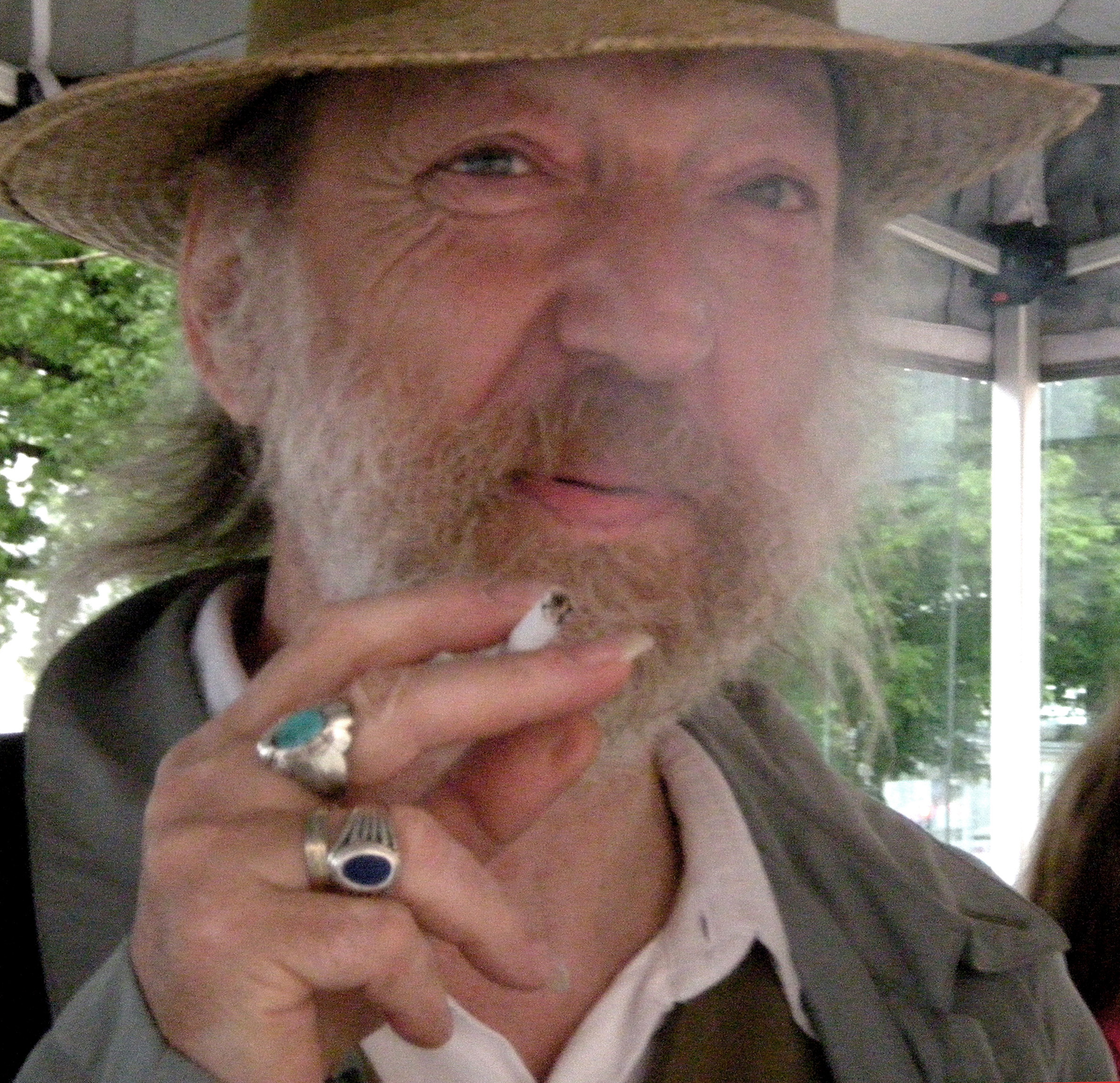
R.J.L. Neuwirth, Wien 2010.

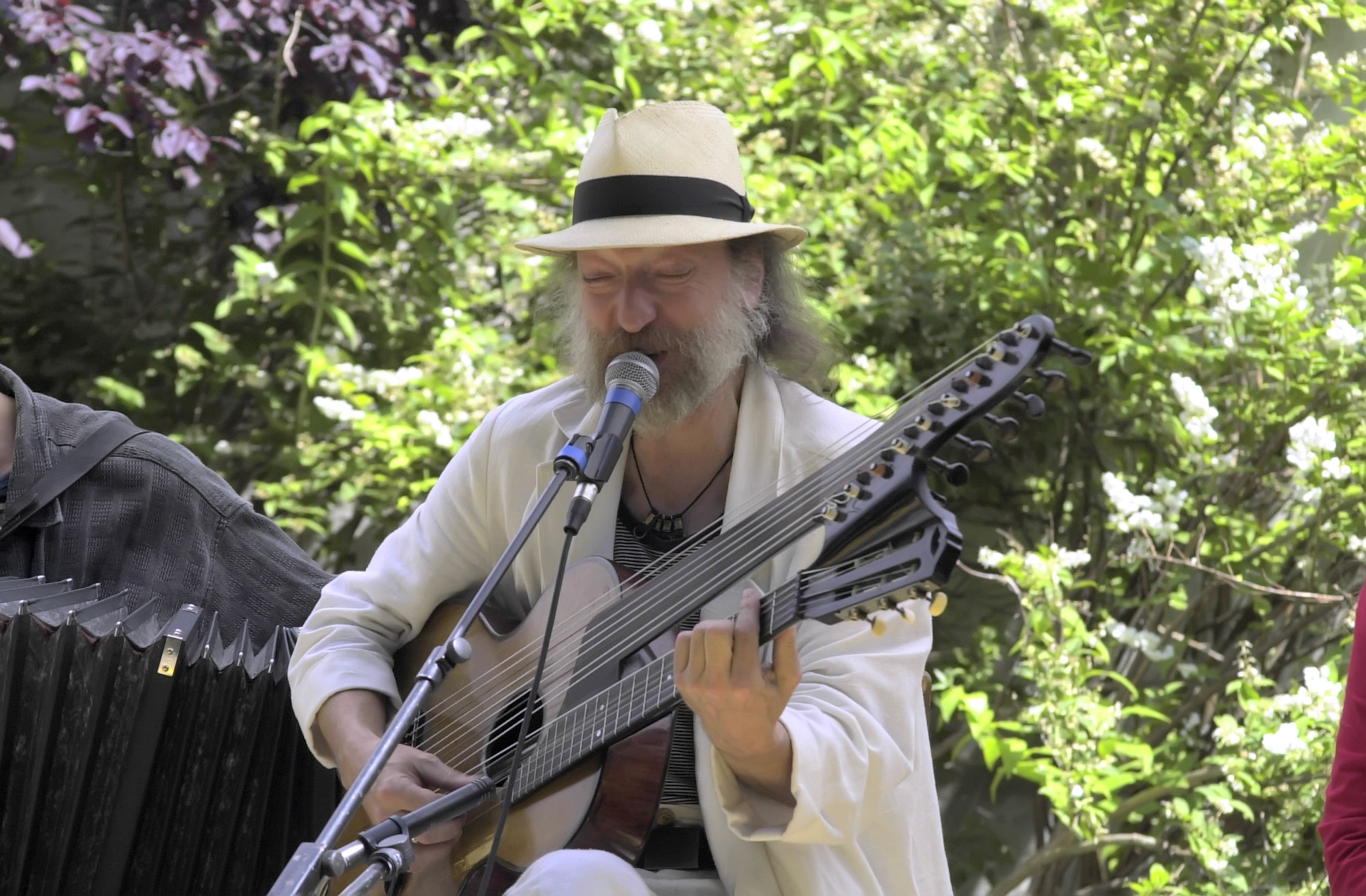
Roland Neuwirth im Juni 2000 beim Bamkraxler in Wien-Döbling

Roland Josef Leopold Neuwirth (* 31. Oktober 1950 in Wien) ist ein österreichischer Autor, Sänger und Komponist. Mit seiner Band Extremschrammeln mit der Besetzung Doris Windhager (Überstimme), Manfred Kammerhofer (Geige), Bernie Mallinger (Geige), Michael Radanovics (Geige) und Marko Živadinović (Knopfharmonika) arbeitet Neuwirth an der Erneuerung des Wienerliedes.

## Biographie
Neuwirths Mutter arbeitete als Sonderschullehrerin, sein Vater war Maler, Bildhauer und Restaurator in der Wagenburg von Schönbrunn. Sein Onkel schenkte ihm eine Mundharmonika, wodurch Neuwirth schon als Kind zu musizieren begann. Etwa mit 13 begann er als Autodidakt Gitarre zu spielen, mit achtzehn spielte er Bass in einer Jazzband. Später entwickelte er sich mehr in Richtung Blues und Rock. Bei einem Konzert im Jazzland stellte Neuwirth fest, „kein Farbiger zu sein, sondern ‚born in Floridsdorf‘ und nicht in Chicago.“ Er wandte sich nun dem Wienerlied und der Schrammelmusik zu.
1973 begann Neuwirth sein Studium der Gitarre bei Luise Walker an der Hochschule für Musik und darstellende Kunst in Wien, das er 1977 beendete. Während seiner Studienzeit gründete er die „Neuwirth Schrammeln“ die später in die „Extremschrammeln“ übergingen.
Neuwirth ist gelernter Schriftsetzer und arbeitete, bevor er Berufsmusiker wurde (1985), als Setzer in der (in Wien sehr bekannten) Partezetteldruckerei Lischkar & Co. am Migazziplatz 4 in Meidling.
Der Leiter der „Extremschrammeln“ schrieb an die 300 Lieder für Duo- und Schrammelbesetzung, darüber hinaus Tänze, Walzer und Neutöner, einige Orchesterwerke, Theater-, Film- und Hörspielmusik. Sein Ensemble besteht seit 1974 und hat bis dato 13 Tonträger eingespielt.
Neuwirth steht mit seinem Ensemble für die Erneuerung des Wienerliedes, erhielt dafür 1984 den Sonderpreis der Stadt Wien, wurde 1994 mit dem Nestroy-Ring und 2002 mit dem Silbernen Ehrenzeichen der Stadt Wien geehrt.

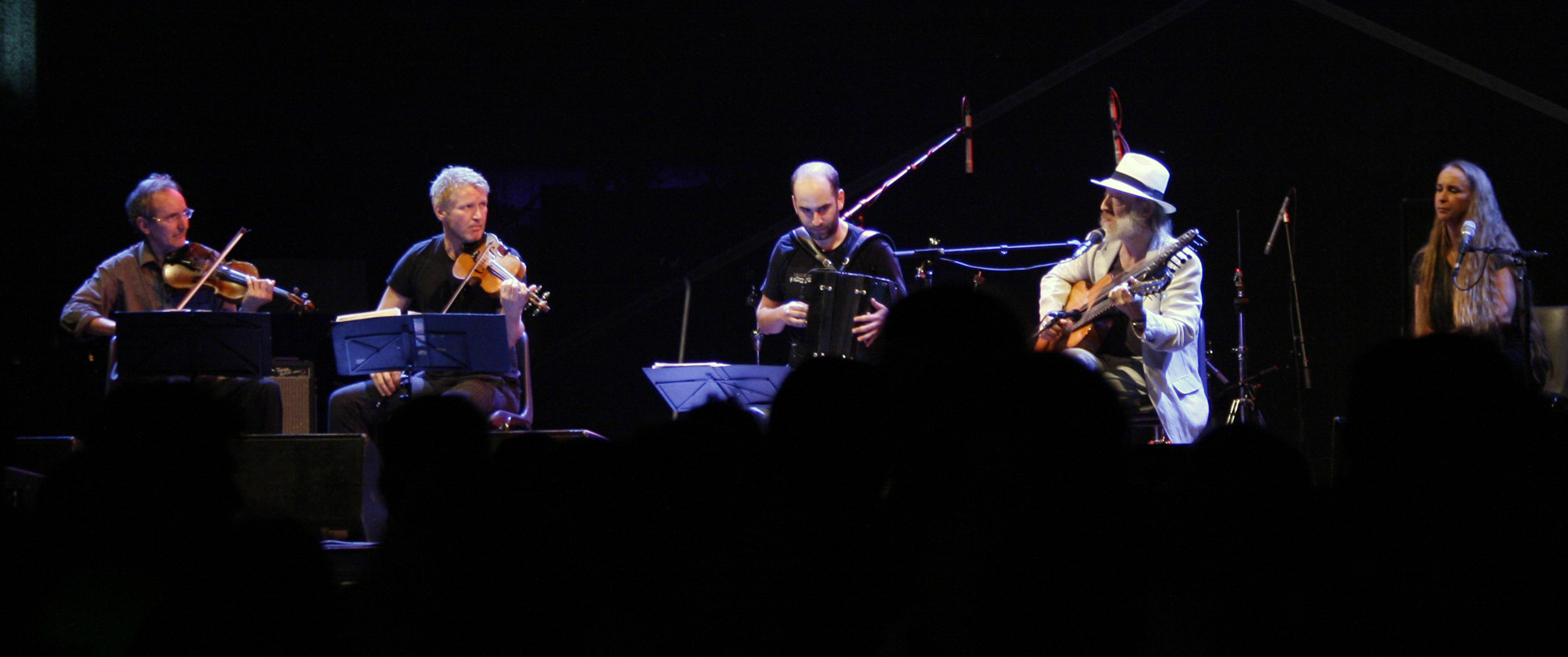
Roland Neuwirth und die Extremschrammeln (Donauinselfest 2008)

Von 1988 bis 2006 war er bei Warner Music Austria unter Vertrag. Nach der Fusion von Schrammelmusik und Pop-Sound auf seiner ersten Warner-CD Guat drauf kommt es – nach oftmaligem Wechsel der Streicher – zur aktuellen klassischen Besetzung mit dem spezifischen Klang: Roland Neuwirth (Gesang und Kontragitarre), Doris Windhager (Überstimme), Manfred Kammerhofer (1. Geige), Bernie Mallinger (2. Geige) und Marko Živadinović (chromatische „Knöpferl“-Harmonika). Die höchste Auszeichnung erhielten seine Schrammeln nicht nur durch die Arbeit mit den Dichtern H. C. Artmann und Ernst Jandl, sondern dass sie verstorbenen Fans die letzte Ehre erweisen durften. Neben der Herausgabe des Buches Das Wienerlied (Zsolnay) und einer CD-Anthologie Die besten Schrammeln mit historischen Aufnahmen (Trikont) ist Neuwirth als Gastdozent an Schulen, darunter auch an der Wiener Musikuniversität, tätig.
Die Extremschrammeln touren regelmäßig durch Österreich; dazu kommen immer wieder Auftritte in Deutschland. Konzertreisen führten Roland Neuwirth und seine Musiker auch nach Kroatien, Bosnien, Frankreich, Griechenland, auf die Kapverdischen Inseln, in die USA und Kanada. Zahlreiche Auftritte in Film und TV, außerdem zwei Fernsehporträts.
Sein Bruder ist der Grafiker, Maler und Bildhauer Peter Neuwirth. Neuwirth wuchs in Wien-Hernals auf und hat darüber in der ORF-Doku Mein Hernals berichtet.
Am 23. September 2016 starteten Neuwirth und die Extremschrammeln ihre Abschiedstournee.
Für 2017 wurde Neuwirth der Preis der Stadt Wien für Musik zugesprochen.
Mit dem Wiener radio.string.quartet nahm er das Album Erd auf, im April 2020 wurde daraus das Lied I hab die Welt neich erfunden veröffentlicht.

## Diskografie

### Alben
- 1978: 10 Wienerlieder und 1 Fußpilz-Blues (Preiser Records)
- 1980: Alles is hin (EMI Columbia)
- 1983: Extrem (Alpha Music)
- 1988: Guat drauf (Warner Music Austria)
- 1989: Waß da Teufel (Warner Music Austria)
- 1994: Essig & Öl (Warner Music Austria)
- 1995: Moment, der Christbaum brennt! (Warner Music Austria)
- 1996: I hab an Karl mit mir (Warner Music Austria)
- 1996: herzTON.Schrammeln. (BMG Ariola)
- 1998: Nr.9 Die Pathologische (Warner Music Austria)
- 1999: Geschrammelte Werke (Warner Music Austria)
- 2002: Nachtschicht (Warner Music Austria)
- 2006: Wien g´spürn (Warner Music Austria)
- 2007: Briada (wienmusik records 01)
- 2010: DVD Amoi geht´s no (wienmusik records 02)
- 2013: CD Christkind, renn! (wienmusik records 03)
- 2015: Des End vom Liad (wienmusik records 04)
- 2020: Winterreise (Quinton Records)